# Simontsits János
Alsó és felsőkorompai Simontsits János (?, 1783 – Pest, 1856. július 25.) királyi tanácsos, alispán, a Nemzeti Színház igazgatója.

## Életútja
A magyar nemzet fiainak áldozatkészségéből megteremtett Nemzeti Színház életének válságos korszakát, az úgynevezett »német világ« idején élte át. Ez idő tájt a nemzeti felbuzdulás minden mozzanatát az osztrák kamarilla éles szeme figyelte és ahol tehette, gátat emelt a hazafias kívánságok teljesítése elé. Pest vármegye nemes és nemzetes urai az anyagi válsággal is küzdő Nemzeti Színház élére ekkortájt alsó- és felsőkorompai Simontsits Jánost, Pest vármegye másodalispánját állították. Mint gazdasági igazgató haláláig vezette a színház ügyeit. 1837 és 1840 között a színházat igazgató vármegyei választmány tagja volt. 1840-től a Nemzeti Színház kormányzó választmányának, majd 1841–43-ban és 1849–52-ben a Nemzeti Színház igazgatója volt, 1852-től pedig az intézmény gazdasági igazgatójaként tevékenykedett. A nemzeti ügy iránti lelkesedésből, díjazás nélkül töltötte be ezen állását. 125 forinttal támogatta a pesti Magyar Színház építését, a színház javára 5 részvényt jegyzett.
Elhunyt 1856. július 25-én, életének 72., házasságának 44. évében szélhűdés következtében. Örök nyugalomra helyezték 1856. július 26-án délután a ferencesek templomában.
Szigeti József, a Nemzeti Színház nagy emlékű művésze cikksorozatban örökítette meg a táblabíró vicispánnak alakját, aki amint lehetett, hol atyai szigorral, hol humorral, de mindig nagy szeretettel igyekezett dédelgetett színháza sorsát irányítani. A Nemzeti Színház művészei, zenészei, alkalmazottai mint atyjukat szerették és tisztelték az öreg urat. Ennek a szeretetnek ma is kegyelettel őrzött tanúbizonysága az a chippendale-stílusban készült ezüst tintatartó, melyet a Nemzeti Színház Simontsits Jánosnak emlékül ajándékozott. Felírása: »Kir. tanácsos és nemzeti színházi gazdászati igazgató, nagyságos Simontsits János úrnak, Újévi emlékül a Nemzeti Színház összes Személyzetétől, 1856.« Nemes Palaczky Annával kötött házasságából gyermek nem születvén, Antal fivérének Alajos fiától és büki Pákozdi Octáviától született egyetlen fiát, Bélát, a volt országgyűlési képviselőt s később tokaji alispánt és szatmári főispánt, vette magához és nevelte gyermekeként, akinek leszármazottai Simontsits Elemér valóságos belső titkos tanácsos, felsőházi tag, a képviselőház volt alelnöke, Simontsits Andor földbirtokos, Simontsits Béla és ifj. dr. Simontsits Elemér.